# 水口美香
水口 美香（みずぐち みか、1988年1月3日 - ）は、日本プロ麻雀協会に所属する女性プロ雀士。東京都出身。左利き。

## 経歴・人物
福本伸行の『賭博黙示録カイジ』のアニメ作品を見たことがきっかけで、麻雀を始める。2011年に日本プロ麻雀協会の第10期前期として入会した。愛称は「氷の微笑」。More (アイドルグループ)が誕生した2015年12月から解散した2020年12月までMoreのメンバーであった。麻雀最強戦の予選にあたる女流プレミアトーナメントでは2017年・2019年と2度優勝し、ファイナルまで進出している。
趣味はバドミントン。プロ野球観戦が好きで、オリックス・バファローズのファンである。
2025年1月5日、麻雀プロ（最高位戦日本プロ麻雀協会、Mリーグ・赤坂ドリブンズ所属）の鈴木たろうが自身のYouTube配信の中で水口との結婚を報告、水口も自身のSNSで結婚を報告した。

## 獲得タイトル
- 麻雀最強戦2017女流プレミアT
- 夕刊フジ杯麻雀女王決定戦2018
- 麻雀最強戦2019女流プレミアT

## 出演

### 映画
- 麻雀放浪記2020（2019年4月5日、東映）監督:白石和彌 [10][11]

### テレビ
- 女流雀士 プロアマNo.1決定戦 てんパイクイーン（2016年 - 、テレ朝チャンネル2）シーズン7に出場

### ウェブテレビ
- 今日、体重発表します。-優勝賞金100万！負けたらその場で体重発表！-（2017年11月19日、AbemaTV）[12]

## 監修
- グレイテストM ～偉人麻雀大戦～（小学館）※漫画